# Alfred Klose
Pour les articles homonymes, voir Klose.
Wilhelm Rudolf Alfred Klose (19 septembre 1895 à Görlitz - 21 février 1953 à Potsdam) est un mathématicien appliqué et astronome allemand.

## Biographie
Klose étudie à l'Université de Breslau et à l'Université de Göttingen à partir de 1916 et est assistant à l'observatoire de Breslau à partir de 1917. Il obtient son doctorat en astronomie en 1921 à Breslau sous la direction d'Alexander Wilkens (recherche sur le mouvement de la planète 189 Phthia). Après cela, il est à l'Université de Greifswald et son observatoire, où il obtient son habilitation en 1922 et devient privatdozent. En 1923, il obtient son habilitation à l'Université Humboldt de Berlin. En 1924, il devient professeur associé de mécanique et d'astronomie théorique à l'Université de Lettonie à Riga. En 1929, il devient professeur associé d'astronomie à l'Université Humboldt de Berlin et, après le départ d'Hilda Geiringer en 1933, lui succède comme assistant de Theodor Vahlen (en) à l'Institut de mathématiques appliquées. En tant qu'assistant, il supplée Vahlen, qui prend un poste au ministère de l'Éducation à partir de 1933 et se concentre sur son travail là-bas, et succède à l'expulsé Richard von Mises en 1934. En 1937, il devient professeur titulaire de mathématiques appliquées et directeur de l'institut. En fait, il est classé comme inapte en raison de sa spécialisation en astronomie. La recommandation positive de Ludwig Bieberbach et Theodor Vahlen joue un rôle dans cette promotion – Klose est un national-socialiste actif. L'institut entre en déclin et même pendant la Seconde Guerre mondiale, aucun travail lié à la guerre n'y est effectué - à la place, Klose et deux assistants sont enrôlés. Il est le directeur de laboratoire d'un centre d'essai du bureau des armes de l'armée pour les essais de fusées à Gottow et au champ de tir de Kummersdorf près de Luckenwalde. En revanche, l'un de ses assistants, Karl-Heinz Boseck (de) (exempté du service militaire pour cause de maladie), a une grande influence sur la faculté de mathématiques en tant qu'ancien chef étudiant, membre de la SS (il a créé un département d'études numériques informatique dans le camp de concentration de Sachsenhausen) et national-socialiste fanatique lors de la Seconde Guerre mondiale,.
En 1945/46, il est à la société successeur de GEMA à Köpenick et de 1946 à 1952 (Opération Ossawakim) comme l'un des scientifiques allemands enrôlés en Union soviétique (sur Gorodomlija près d'Ostachkov). En 1952/53, il est professeur titulaire de mathématiques appliquées à l'Université de Rostock et est chargé de créer une faculté d'ingénierie aéronautique, qui n'y a existé que pendant une courte période.
Lothar Collatz est l'un de ses doctorants, mais il est le dernier étudiant de Richard von Mises à terminer ses travaux sous sa direction et en 1933, il passe l'examen d'État en privé avec lui.
En 1936, Klose est l'un des rédacteurs de la revue German Mathematics.